# マリンちゃん
マリンちゃんとは、三洋物産のパチンコやパチスロの海物語シリーズの登場人物。同社の事実上のイメージキャラクターでもある。
本項では、派生キャラクターのアイマリンについても記述する。

## プロフィール
- 年齢：海が大好きな18歳
- 身長：164cm
- 体重：?kg
- 血液型：B型
- 誕生日：8月1日
- スリーサイズ：B88W54H90 (海なのでseaよりCカップと言われている)
- 趣味：スキューバ・ダイビング
- 好きな食べ物：フルーツパフェ
- 好きな動物：イルカ
- 苦手な物：なまこ

## 容姿
金髪のポニーテールが特徴。健康的な身体をしている。まれに液晶画面の縦横比率によって横長に見える場合もある。（『海物語』、『CR新海物語スペシャル』）

## コスチュームについて
マリンちゃんは作を追うごとに様々なコスチュームを着こなしている。
| 作品                                                                        | マリンちゃんのコスチューム |
| --------------------------------------------------------------------------- | --- |
| ギンギラパラダイス                                                          | ピンク色のビキニ |
| 海物語                                                                      | オレンジ色のビキニ |
| ギンギラパニック                                                            | 青と黄色のウェットスーツ |
| CR新海物語（スペシャル）                                                    | オレンジ色のビキニ |
| CR大海物語・ラグーンステージ                                                | オレンジ色のビキニ |
| CR大海物語・アトランティスステージ                                          | 赤いハイビスカスの模様入りのビキニ（初代モデル） |
| CR大海物語・トレジャーステージ                                              | 白いウェットスーツ |
| CRGO!GO!マリン                                                              | 赤いハイビスカスの模様入りのビキニ（初代モデル） |
| CRスーパー海物語・海モード                                                  | オレンジ色のビキニ |
| CRスーパー海物語・マリンモード                                              | 虹色のビキニ |
| CRスーパー海物語・ハワイモード                                              | 腰みのをつけたハワイアンのコスチューム |
| CRスーパー海物語 IN 沖縄・海モード                                          | オレンジ色のビキニ |
| CRスーパー海物語 IN 沖縄・マリンモード                                      | パステル模様のビキニ |
| CRスーパー海物語 IN 沖縄・沖縄モード                                        | 沖縄の民族衣装 (初代モデル) |
| CRハイパー海物語 IN カリブ・海モード                                        | オレンジ色のビキニ |
| CRハイパー海物語 IN カリブ・アドベンチャーモード                            | やや赤みがかった、結び目の付いたオレンジ色のビキニ |
| CRハイパー海物語 IN カリブ・パイレーツモード                                | 海賊風の衣装 |
| CR大海物語スペシャル・ラグーンステージ                                      | オレンジ色のビキニ |
| CR大海物語スペシャル・アトランティスステージ                                | 赤いハイビスカスの模様入りのビキニ（2代目モデル） |
| CR大海物語スペシャル・トレジャーステージ                                    | 白いウェットスーツ |
| CRスーパー海物語 IN 地中海・海モード                                        | オレンジ色のビキニ |
| CRスーパー海物語 IN 地中海・海底神殿モード                                  | 古代の地中海文明をイメージした、パレオのついたパールホワイトのビキニ |
| CRスーパー海物語 IN 地中海・地中海モード                                    | イタリアンな雰囲気の、紅白の横縞模様のコスチューム |
| CRスーパー海物語 IN 沖縄2・海モード                                         | オレンジ色のビキニ |
| CRスーパー海物語 IN 沖縄2・マリンモード                                     | 紫系の色のビキニ （様々なバリエーションがある） |
| CRスーパー海物語 IN 沖縄2・沖縄モード                                       | 沖縄の民族衣装 （2代目モデル 様々なバリエーションがある） |
| CRスーパー海物語 IN 沖縄 桜バージョン・海モード                             | オレンジ色のビキニ |
| CRスーパー海物語 IN 沖縄 桜バージョン・マリンモード                         | 紫系の色のビキニ （CRスーパー海物語 IN 沖縄2・マリンモードの衣装に桜の模様が付いたもの 様々なバリエーションがある） |
| CRスーパー海物語 IN 沖縄 桜バージョン・沖縄モード、カウントダウンモード     | 沖縄の民族衣装 （CRスーパー海物語 IN 沖縄2・沖縄モードの衣装に桜の模様が付いたもの 様々なバリエーションがある） |
| CRAハネ海物語                                                               | オレンジ色のビキニ |
| CRギンギラパラダイス2・オーシャンステージ                                   | オレンジ色のビキニ |
| CRギンギラパラダイス2・ミステリーステージ                                   | 水色+緑色のビキニ |
| CRギンギラパラダイス2・ワンダーステージ                                     | 紫色のウェットスーツ |
| CRギンギラパラダイス2・ギンギラモード、ビッグチャレンジ                     | 黄色のビキニ |
| CR新海物語 With アグネス・ラム（モード共通）                                | オレンジ色のビキニ 大当たりを得ると、最終ラウンドで以下の水着が追加され、選択することができる（時短が終了すると強制的にオレンジ色のビキニに戻される） ・初回の大当たりでCR大海物語スペシャル・アトランティスステージの水着が追加 ・2連荘でCRスーパー海物語・マリンモードの水着が追加 ・3連荘でCRスーパー海物語 IN 地中海・海底神殿モードの水着が追加 ・4連荘でCRスーパー海物語 IN 沖縄2・マリンモードの水着が追加 |
| CR雪物語                                                                    | 場面ごとに異なった衣装 ・ゲレンデ・スタジアム：虹の模様が入った白のスキーウェア ・プール：虹色のビキニ ・ロッジ、ショップ：白のセーター＋黄色のスラックス ・聖堂、舞台：白のドレス また、ショッピングタイム、バーゲンタイムで様々なコスプレが披露される。 |
| CRプレミアム海物語・海モード                                                | オレンジ色のビキニ |
| CRプレミアム海物語・フォレストモード                                        | 緑色のビキニ |
| CRプレミアム海物語・クリスタルモード                                        | 紫色のビキニ |
| CR大海物語2・ラグーンステージ                                               | オレンジ色のビキニ |
| CR大海物語2・アトランティスステージ                                         | 赤いハイビスカスの模様入りのビキニ（初代モデル） |
| CR大海物語2・トレジャーステージ                                             | 白いウェットスーツ |
| CRデラックス海物語・海モード                                                | オレンジ色のビキニ |
| CRデラックス海物語・ダイビングモード                                        | 黄緑色のビキニ |
| CRデラックス海物語・バカンスモード                                          | 赤色＋黄色のビキニ |
| CR雪物語2                                                                   | 場面ごとに異なった衣装 ・ゲレンデ、スタジアム：虹の模様が入った白のスキーウェア (2代目モデル) ・プール：虹色のビキニ ・ロッジ、ショップ：クリーム色のコート＋黄色のスラックス ・温泉：白のバスタオル ・聖堂：白のドレス また、ショップステージ、マリンモードで様々なコスプレが披露される。 |
| CRスーパー海物語 IN 沖縄3・海モード、スペシャル魚群タイム 海中パレードver   | オレンジ色のビキニ |
| CRスーパー海物語 IN 沖縄3・マリンモード                                     | 紫系の色のビキニ |
| CRスーパー海物語 IN 沖縄3・沖縄モード、スペシャル魚群タイム ハイビスカスver | 沖縄の民族衣装 （3代目モデル） |

## 人魚姫
詳細はCRハイパー海物語 IN カリブ#登場キャラクターを参照。

## ミスマリンちゃん
三洋物産のキャンペーンガールとして、ミスマリンちゃんが誕生した。中村果生莉を除いた初代から3代目までのミスマリンちゃんは、「マリンちゃんを探せ!コンテスト」によって選出された。なお、2代目を除く歴代のミスマリンちゃんは、『海物語』という題名の写真集をリリースしている（ただし、初代のものはパチンコ店の景品用だった）。
初代ミスマリンちゃん（2003年 - 2005年）
- グランプリ
  - 大久保麻梨子

- 準グランプリ
  - 阪本麻美
  - 三宅梢子

初代ミスマリンちゃんの3人は『CR大海物語』に登場している。
2代目ミスマリンちゃん（2005年 - 2007年）
- グランプリ
  - 小倉遥

- 準グランプリ
  - 五藤真愛
  - 中里凛（- 2006年）
  - 中村果生莉（2006年 -）

2代目ミスマリンちゃんの3人は『CRスーパー海物語 IN 沖縄』に登場している（中里凛を除く）。
3代目ミスマリンちゃん（2007年 - 2009年）
- 佐倉真衣
- 八代みなせ
- 神谷美伽

（グランプリ、準グランプリの区別はない）
3代目ミスマリンちゃんの3人は『CR大海物語スペシャル』、『CRスーパー海物語 IN 地中海』、『CRAスーパー海物語 IN 地中海 遊パチ』に登場している。
イメージソングを2曲歌った。
4代目ミスマリンちゃん（2009年 - 2012年）
- 渡辺未優
- 澤井玲菜
- 山口沙紀

4代目ミスマリンちゃんの3人は『CRスーパー海物語 IN 沖縄2』、『CRAスーパー海物語 IN 沖縄2 遊パチ』、『パチスロスーパー海物語』、『CRスーパー海物語 IN 沖縄 桜バージョン』、『CRAハネ海物語』、『CRギンギラパラダイス2』、『CRギンギラパラダイス2 パワーバージョン』、『CRAギンギラパラダイス2 遊パチ』、『CRA新海物語 With アグネス・ラム 遊パチ』、『CR新海物語 With アグネス・ラム ライト』、『パチスロスーパー海物語 IN 沖縄』、『CR雪物語』、『CRプレミアム海物語』、『CRAプレミアム海物語 〜ぼのぼのが遊びに来たよ!〜』、『CRプレミアム海物語 GO楽』に登場している。
イメージソングを4曲歌った。
5代目ミスマリンちゃん（2012年 - 2013年）
- 高杉あおい
- 佐々木麻衣
- 加藤美祐

5代目ミスマリンちゃんの3人は『CR大海物語2』、『パチスロ海物語ミラクルマリン』、『CRデラックス海物語』、『CR雪物語2』、『CRAデラックス海物語 with T-ARA』に登場している。
イメージソングを3曲歌った。
6代目ミスマリンちゃん（2013年 - 2015年）
- 小柳歩
- 大浦育子
- 美月

6代目ミスマリンちゃんの3人は『CRスーパー海物語 IN 沖縄3』、『CR海物語アクア』、『CRスーパー海物語 IN 沖縄3 桜バージョン』、『CRギンギラパラダイス情熱カーニバル』、『CRまわるんパチンコ大海物語3』、『CR大海物語3スペシャル』、『CRAギンギラパラダイス 強99バージョン』、『CR大海物語BLACK』に登場している（『CRA大海物語3 With アグネス・ラム』では登場していないが、楽曲が使用されている）。
イメージソングを13曲歌った。
ミスマリとして、シングル発売やライブ活動などの音楽活動も行った。
また、『7つの海を楽しもう!世界さまぁ〜リゾート』（TBS、2013年4月6日 - 2023年3月26日）にレギュラー出演していた（2013年4月6日から2015年10月3日まで）。
7代目ミスマリンちゃん（2015年 - 2017年）
- 茜音
- 高嶋香帆
- 栗咲寛子

7代目ミスマリンちゃんの3人は『CRスーパー海物語 IN JAPAN』、『CRAスーパー海物語IN JAPAN with 桃太郎電鉄』、『CRスーパー海物語 IN 沖縄4』、『CRスーパー海物語 IN JAPAN 金富士バージョン』、『CRAスーパー海物語 IN 沖縄4 with アイマリン』、『CRスーパー海物語 IN 沖縄4 桜バージョン』に登場している。
茜音はギンギラガールズのメンバーとして『CRギンギラパラダイス クジラッキーと砂漠の国』にも登場している。
イメージソングを6曲歌った。また、『7つの海を楽しもう!世界さまぁ〜リゾート』（TBS、2013年4月6日 - 2023年3月26日）にレギュラー出演していた（2015年10月11日から2017年10月1日まで）。エンディングテーマの「サマ⭐︎パラ」のボーカルも担当した。
8代目ミスマリンちゃん（2017年 - 2020年）
- チェルシーリナ
- 鈴川亜美
- 宮沢セイラ

8代目ミスマリンちゃんの3人は『CR大海物語4』、『パチスロ大海物語4』、『CR大海物語4 BLACK』、『Pスーパー海物語 IN JAPAN2』、『Pスーパー海物語 IN JAPAN2 with 太鼓の達人』、『Pスーパー海物語 IN JAPAN2 金富士バージョン』、『PAスーパー海物語 IN 地中海』、『P大海物語4スペシャル』、『P大海物語4スペシャル BLACK』、『PAスーパー海物語 IN JAPAN2 金富士99バージョン』に登場している。
イメージソングを2曲歌った。
また、『7つの海を楽しもう!世界さまぁ〜リゾート』（TBS、2013年4月6日 - 2023年3月26日）に2017年10月8日よりレギュラー出演していた（チェルシーは2017年10月8日から2019年9月21日まで、鈴川と宮沢は2017年10月8日から2020年3月28日まで）。エンディングテーマの「夏色サンセット」のボーカルも担当した。
9代目ミスマリンちゃん（2020年 - 2023年）
- 桃衣香帆
- 御子柴かな
- 宮本りお

9代目ミスマリンちゃんの3人は『Pギンギラパラダイス 夢幻カーニバル 319ver.』、『Pギンギラパラダイス 夢幻カーニバル 199ver.』、『Pスーパー海物語 IN 沖縄5』、『PAスーパー海物語 IN 沖縄5 with アイマリン』、『Pスーパー海物語 IN 沖縄5 桜Ver』、『PAギンギラパラダイス 夢幻カーニバル 強99ver.』、『P元祖ギンギラパラダイス 強199ver.』、『Pスーパー海物語 IN 沖縄5 夜桜超旋風』、『PA新海物語』、『PAスーパー海物語 IN 沖縄5 夜桜超旋風 99ver.』、『P大海物語5』、『PA元祖ギンギラパラダイス 強99ver.』、『PA大海物語5 With アグネス・ラム』、『e新海物語349』、『P大海物語5 ブラック』に登場している。
イメージソングを1曲歌った。また、『7つの海を楽しもう!世界さまぁ〜リゾート』（TBS、2013年4月6日 - 2023年3月26日）にレギュラー出演していた（2020年4月4日から2023年3月26日まで）。エンディングテーマの「マリンブルー・シークレット」のボーカルも担当した。
活動期間とコロナ禍が重なったため、有観客のファンイベントへの登場は後述の10代目初披露日兼9代目卒業日が最初で最後となった。
10代目ミスマリンちゃん（2023年 - ）
- 小日向ゆか（- 2025年2月28日）
- あのん
- 賀村恵都

10代目ミスマリンちゃんの3人は『PAスーパー海物語 IN 地中海2』、『P大海物語5スペシャル』、『e大海物語5スペシャル』、『PA大海物語5 ブラック LT99ver.』、『P海物語 極JAPAN』に登場している。
2023年4月29日に幕張メッセにて開催された『ニコニコ超会議』のステージで初披露された。
2025年2月28日に小日向が卒業することを発表した。以降はあのんと賀村の2人体制で活動を継続する。

## イメージソング
マリンちゃんにはイメージソングが存在し、特定の条件で大当たりラウンド中に聞くことができる。『CRハイパー海物語 IN カリブ』から『パチスロスーパー海物語』までのイメージソングを歌っているのは葉月ゆら。『CRギンギラパラダイス』シリーズや『CRAスーパー海物語 IN 沖縄2 遊パチ』以降のイメージソングは葉月ゆらではなく別の女性（氏名非公開）が歌っている。「『だいすき』って気持ち」、「『だいすき』って気持ち 〜ハワイアンバージョン〜」、「シュガシュガ・マリン・クルージング」の3曲は、2015年に別の女性による録り直しが行われている。
| 曲名                                            | 歌                                | 搭載機種 |
| ----------------------------------------------- | --------------------------------- | --- |
| Summer Days                                     | マリン（葉月ゆら）                | 『CRハイパー海物語 IN カリブ』で図柄揃いの5連荘から9連荘達成 |
| Dance & Chance                                  | マリン（葉月ゆら）&ワリン         | 『CRハイパー海物語 IN カリブ』図柄揃いの15連荘以上達成 |
| 『だいすき』って気持ち                          | マリン（葉月ゆら）                | 『CR大海物語スペシャル』で、図柄揃いの10連荘以上達成 |
| 『だいすき』って気持ち                          | マリン                            | 『CRスーパー海物語 IN JAPAN』で美人出玉を選択し10曲の中から選択する 『CRAスーパー海物語IN JAPAN with 桃太郎電鉄』で美人出玉を選択し10曲の中から選択する 『CR大海物語スペシャル MTE15』で図柄揃いの4連荘以上達成 『CRスーパー海物語 IN JAPAN 金富士バージョン』で美人出玉を選択し10曲の中から選択する 『CRドラム海物語』で図柄揃いの5連荘以上達成 『CRドラム海物語BLACK』で図柄揃いの4連荘以上達成 『CR大海物語4 With アグネス・ラム 遊デジ119ver.』でアグネス・ラム図柄でリーチになる 『Pスーパー海物語 IN JAPAN2』で方言出玉を選択し10曲の中から選択する 『Pスーパー海物語 IN JAPAN2 金富士バージョン』で方言出玉を選択し10曲の中から選択する 『S Lucky海物語』 『PA大海物語4スペシャル With アグネス・ラム』でアグネス・ラム図柄でリーチになる 『Pまわるん大海物語4スペシャル With アグネス・ラム 119ver.』でアグネス・ラム図柄でリーチになる 『Pスーパー海物語 IN 沖縄5 夜桜超旋風』 『PAスーパー海物語 IN 沖縄5 夜桜超旋風 99ver.』 |
| 『だいすき』って気持ち 〜ハワイアンバージョン〜 | マリン（葉月ゆら）                | 『CRA大海物語スペシャル With アグネス・ラム』で5連荘以上達成 『CRA大海物語2 With アグネス・ラム』で図柄揃いの5連荘以上達成 |
| 『だいすき』って気持ち 〜ハワイアンバージョン〜 | マリン                            | 『CRA大海物語3 With アグネス・ラム』で図柄揃いの5連荘以上達成 『CRA大海物語スペシャル With アグネス・ラム SAP13』で図柄揃いの5連荘以上達成 『CR大海物語4 With アグネス・ラム 遊デジ119ver.』で図柄揃いの5連荘以上達成でSide Aが、6連荘以上達成でSide Bが開放される 『PA大海物語4スペシャル With アグネス・ラム』で図柄揃いの5連荘以上達成でSide Aが、6連荘以上達成でSide Bが開放される 『Pまわるん大海物語4スペシャル With アグネス・ラム 119ver.』で図柄揃いの5連荘以上達成でSide Aが、6連荘以上達成でSide Bが開放される 『PA大海物語5 With アグネス・ラム』で図柄揃いの6連荘以上達成 |
| シュガシュガ・マリン・クルージング              | マリン（葉月ゆら）                | 『CRスーパー海物語 IN 地中海』で図柄揃いの5連荘から9連荘達成 |
| シュガシュガ・マリン・クルージング              | マリン                            | 『CRスーパー海物語 IN JAPAN』で美人出玉を選択し10曲の中から選択する 『CRAスーパー海物語IN JAPAN with 桃太郎電鉄』で美人出玉を選択し10曲の中から選択する 『CRスーパー海物語 IN JAPAN 金富士バージョン』で美人出玉を選択し10曲の中から選択する 『Pスーパー海物語 IN JAPAN2』で方言出玉を選択し10曲の中から選択する 『Pスーパー海物語 IN JAPAN2 金富士バージョン』で方言出玉を選択し10曲の中から選択する 『S Lucky海物語』 『Pスーパー海物語 IN 沖縄5 夜桜超旋風』 『PAスーパー海物語 IN 沖縄5 夜桜超旋風 99ver.』 |
| ラブ☆ダッシュ                                   | マリン（葉月ゆら）                | 『CRスーパー海物語 IN 沖縄2』で図柄揃いの5連荘から9連荘達成 『CR大海物語2』で6連荘または9連荘達成し特定の演出を出現させる 『CRスーパー海物語 IN 沖縄3』で図柄揃いの8連荘以上達成 『CRスーパー海物語 IN 沖縄3 桜バージョン』で図柄揃いの7連荘以上達成 『CRスーパー海物語 IN JAPAN』で美人出玉を選択し10曲の中から選択する 『CRAスーパー海物語IN JAPAN with 桃太郎電鉄』で美人出玉を選択し10曲の中から選択する 『パチスロスーパー海物語 IN 沖縄2』 『CRスーパー海物語 IN JAPAN 金富士バージョン』で美人出玉を選択し10曲の中から選択する 『CRスーパー海物語 IN 沖縄4』で図柄揃いの8連荘以上達成 『CRAスーパー海物語 IN 沖縄4 with アイマリン』で図柄揃いの8連荘以上達成 『CRスーパー海物語 IN 沖縄4 桜バージョン』で図柄揃いの8連荘以上達成 『CRドラム海物語』で図柄揃いの4連荘以上達成 『CRドラム海物語 BLACK』で図柄揃いの3連荘以上達成 『パチスロ大海物語4』 『Pスーパー海物語 IN 沖縄2』で図柄揃いの4連荘以上達成 『PAドラム海物語 IN 沖縄』で図柄揃いの6連荘以上達成 『Pスーパー海物語 IN JAPAN2』で方言出玉を選択し10曲の中から選択する 『Pドラム海物語 IN 沖縄 桜バージョン』で図柄揃いの7連荘以上達成 『PAスーパー海物語 IN JAPAN2 with 太鼓の達人』で方言出玉を選択し10曲の中から選択する 『Pスーパー海物語 IN JAPAN2 金富士バージョン』で方言出玉を選択し10曲の中から選択する 『S Lucky海物語』 『Pスーパー海物語 IN 沖縄5』で図柄揃いの7連荘以上達成 『Pスーパー海物語 IN 沖縄5 夜桜超旋風』 『PA新海物語』で図柄揃いの8連荘以上達成 『PAスーパー海物語 IN 沖縄5 夜桜超旋風 99ver.』 『e新海物語349』で図柄揃いの10連荘以上達成 |
| 光さす美らの海                                  | マリン（葉月ゆら）&ワリン         | 『CRスーパー海物語 IN 沖縄2』で図柄揃いの5連荘から9連荘達成 |
| ミラクルダイブ                                  | マリン（葉月ゆら）                | 『CRスーパー海物語 IN 沖縄2』で図柄揃いの10連荘から14連荘達成 |
| フルスロットル・ラブ                            | マリン（葉月ゆら）                | 『パチスロスーパー海物語』 |
| 島唄 〜マリンVer〜                              | マリン                            | 『CRAスーパー海物語 IN 沖縄2 遊パチ』で図柄揃いの3連荘以上達成 『Pスーパー海物語 IN 沖縄5 夜桜超旋風』 『PAスーパー海物語 IN 沖縄5 夜桜超旋風 99ver.』 |
| 風になりたい 〜マリンVer〜                      | マリン                            | 『CRAスーパー海物語 IN 沖縄2 遊パチ』で16ラウンドに突入 |
| 『だいすき』って気持ち 〜アレンジVer.〜         | マリン                            | 『CRAハネ海物語』で図柄揃いの5連荘以上達成 |
| LOVE☆YOU★SMILE                                  | マリン                            | 『CRギンギラパラダイス2』で図柄揃いの10連荘以上達成 『CRギンギラパラダイス2 パワーバージョン』でビッグROUND大当たりを4回達成 『CRAギンギラパラダイス2 遊パチ』でビッグROUND大当たりを4回達成 『CR大海物語2』で6連荘または9連荘達成し特定の演出を出現させる |
| ギンパラカーニバル                              | マリン&サム                       | 『CRギンギラパラダイス2 パワーバージョン』でビッグROUND大当たりを5回達成 『CRAギンギラパラダイス2 遊パチ』でビッグROUND大当たりを5回達成 |
| Rainbow Revolution                              | マリン&ワリン                     | 『CR新海物語 With アグネス・ラム』で図柄揃いの5連荘以上達成 『CRA新海物語 With アグネス・ラム 遊パチ』で大当たりオープニング時ボタンを10回押す 『CR新海物語 With アグネス・ラム ライト』で大当たりオープニング時ボタンを10回押す 『PA新海物語』で図柄揃いの5連荘以上達成 『e新海物語349』で図柄揃いの6連荘以上達成 |
| 雨あがりのダウンタウン 〜オリジナルバージョン〜 | マリン                            | 『CR新海物語 With アグネス・ラム』で図柄揃いの5連荘以上達成 『CRA新海物語 With アグネス・ラム 遊パチ』で図柄揃いの3連荘以上達成 『CR新海物語 With アグネス・ラム ライト』で図柄揃いの3連荘以上達成 |
| さよならは言わない 〜オリジナルバージョン〜     | マリン                            | 『CR新海物語 With アグネス・ラム』で図柄揃いの10連荘以上達成 |
| ハイビスカスドリーム                            | マリン                            | 『パチスロスーパー海物語 IN 沖縄』で50G以内のビッグボーナスを3連荘以上達成 |
| Peppermint Summer                               | マリン                            | 『パチスロスーパー海物語 IN 沖縄』で50G以内のビッグボーナスを2連荘以上達成 |
| トキメキ Sea Story                              | マリン                            | 『CRプレミアム海物語』で図柄揃いの3連荘以上達成 『CRAプレミアム海物語 〜ぼのぼのが遊びに来たよ!〜』で図柄揃いの3連荘以上達成 |
| 夏色DAY                                         | マリン                            | 『CRプレミアム海物語』で図柄揃いの5連荘以上達成 『CRAプレミアム海物語 〜ぼのぼのが遊びに来たよ!〜』で図柄揃いの5連荘以上達成 『PAスーパー海物語 IN JAPAN2 with 太鼓の達人』で方言出玉を選択し10曲の中から選択する |
| マワル★パラダイス                               | マリン                            | 『CRプレミアム海物語』で図柄揃いの7連荘以上達成 『CRAプレミアム海物語 〜ぼのぼのが遊びに来たよ!〜』で図柄揃いの7連荘以上達成 『CRスーパー海物語 IN JAPAN』で美人出玉を選択し10曲の中から選択する 『CRAスーパー海物語IN JAPAN with 桃太郎電鉄』で美人出玉を選択し10曲の中から選択する 『CRスーパー海物語 IN JAPAN 金富士バージョン』で美人出玉を選択し10曲の中から選択する 『PAスーパー海物語 IN JAPAN2 with 太鼓の達人』で方言出玉を選択し10曲の中から選択する 『Pスーパー海物語 IN 沖縄5 夜桜超旋風』 『PAスーパー海物語 IN 沖縄5 夜桜超旋風 99ver.』 |
| 海物語 〜Go!Go!SEA STORY〜                      | マリン                            | 『CR大海物語2』で図柄揃いの2連荘以上達成 『CRA大海物語2 With アグネス・ラム』で図柄揃いの3連荘以上達成 『CRデラックス海物語』で図柄揃いの2連荘以上達成 『CRAデラックス海物語 with T-ARA』で図柄揃いの2連荘以上達成 『CRスーパー海物語 IN 沖縄3』で図柄揃いの2連荘以上達成 『CR海物語アクア』で図柄揃いの2連荘以上達成 『パチスロ大海物語 with T-ARA』 『CRまわるんパチンコ大海物語3』で図柄揃いの2連荘以上達成 『CR大海物語3スペシャル』で図柄揃いの2連荘以上達成 『CRA大海物語3 With アグネス・ラム』で図柄揃いの2連荘以上達成 『CR大海物語BLACK』で図柄揃いの2連荘以上達成 『CRギンギラパラダイス クジラッキーと砂漠の国』で図柄揃いの4連荘以上達成 『CRスーパー海物語 IN JAPAN』で図柄揃いの2連荘以上達成（ご当地選択無しの場合） 『CRAスーパー海物語IN JAPAN with 桃太郎電鉄』で図柄揃いの2連荘以上達成（ご当地選択無しの場合） 『CRAギンギラパラダイス クジラッキーと砂漠の国 SUNSET99ver.』 『パチスロスーパー海物語 IN 沖縄2』 『CRスーパー海物語 IN 沖縄4』で図柄揃いの2連荘以上達成 『CRスーパー海物語 IN JAPAN 金富士バージョン』で図柄揃いの2連荘以上達成（ご当地選択無しの場合） 『CRAスーパー海物語 IN 沖縄4 with アイマリン』で図柄揃いの2連荘以上達成 『CRスーパー海物語 IN 沖縄4 桜バージョン』で図柄揃いの2連荘以上達成 『CR大海物語4』で図柄揃いの3連荘以上達成 『Pスーパー海物語 IN 沖縄2』で図柄揃いの2連荘以上達成 『PA海物語3R2』で突サムプレミアム経由で10ラウンド大当たりに突入する 『P大海物語4スペシャル』で図柄揃いの3連荘以上達成                                                                           |
| 〜春〜 ありがとう                               | マリン                            | 『CR大海物語2』で図柄揃いの3連荘以上達成 『CRA大海物語2 With アグネス・ラム』で図柄揃いの2連荘以上達成 『CRまわるんパチンコ大海物語3』で大海物語2ランドの春アニメのマスに止まる 『CR大海物語3スペシャル』で大海物語2ランドの春アニメのマスに止まる 『CR大海物語4』で図柄揃いの3連荘以上達成 『Pスーパー海物語 IN JAPAN2』で方言出玉を選択し10曲の中から選択する 『PA海物語3R2』で図柄揃いの6連荘以上達成 『Pスーパー海物語 IN JAPAN2 金富士バージョン』で方言出玉を選択し10曲の中から選択する 『P大海物語4スペシャル』で図柄揃いの3連荘以上達成 『P大海物語4スペシャル BLACK』で図柄揃いの8連荘以上達成 『Pスーパー海物語 IN 沖縄5 夜桜超旋風』 『PAスーパー海物語 IN 沖縄5 夜桜超旋風 99ver.』 |
| 〜夏〜 ドキドキ☆サマードライブ                  | マリン                            | 『CR大海物語2』で図柄揃いの5連荘以上達成 『CRA大海物語2 With アグネス・ラム』で図柄揃いの3連荘以上達成 『CRギンギラパラダイス 情熱カーニバル』で図柄揃いの7連荘以上達成 『CRAギンギラパラダイス 情熱カーニバル 強99バージョン』で図柄揃いの7連荘以上達成 『CRまわるんパチンコ大海物語3』で大海物語2ランドの夏アニメのマスに止まる 『CR大海物語3スペシャル』で大海物語2ランドの夏アニメのマスに止まる 『CRスーパー海物語 IN JAPAN』で美人出玉を選択し10曲の中から選択する 『CRAスーパー海物語IN JAPAN with 桃太郎電鉄』で美人出玉を選択し10曲の中から選択する 『CRスーパー海物語 IN JAPAN 金富士バージョン』で美人出玉を選択し10曲の中から選択する 『CR大海物語4』で図柄揃いの3連荘以上達成 『P大海物語4スペシャル』で図柄揃いの3連荘以上達成 『Pスーパー海物語 IN 沖縄5 夜桜超旋風』 『PAスーパー海物語 IN 沖縄5 夜桜超旋風 99ver.』 |
| 〜秋〜 コスモスはぁと                           | マリン                            | 『CR大海物語2』で図柄揃いの7連荘以上達成 『CRA大海物語2 With アグネス・ラム』で図柄揃いの4連荘以上達成 『CRまわるんパチンコ大海物語3』で大海物語2ランドの秋アニメのマスに止まる 『CR大海物語3スペシャル』で大海物語2ランドの秋アニメのマスに止まる 『CR大海物語4』で図柄揃いの3連荘以上達成 『P大海物語4スペシャル』で図柄揃いの3連荘以上達成 |
| 〜冬〜 ドットdeマリン.                          | マリン                            | 『CR大海物語2』で図柄揃いの10連荘以上達成 『CRA大海物語2 With アグネス・ラム』で図柄揃いの5連荘以上達成 『CRまわるんパチンコ大海物語3』で大海物語2ランドの冬アニメのマスに止まる 『CR大海物語3スペシャル』で大海物語2ランドの冬アニメのマスに止まる 『CR大海物語4』で図柄揃いの3連荘以上達成 『P大海物語4スペシャル』で図柄揃いの3連荘以上達成 |
| 春・夏・秋・冬 〜Sea Story〜                    | マリン                            | 『CR大海物語2』で図柄揃いの10連荘以上達成 |
| 明日への道しるべ                                | マリン                            | 『CR大海物語2』で図柄揃いの23連荘以上達成 『CRA大海物語2 With アグネス・ラム』で図柄揃いの15連荘以上達成 『CR大海物語4』で図柄揃いの3連荘以上達成 『P大海物語4スペシャル』で図柄揃いの3連荘以上達成 |
| きっと。。。魚群                                | マリン                            | 『CRA大海物語2 With アグネス・ラム』で15ラウンド大当たりに突入 『CRA大海物語3 With アグネス・ラム』で15ラウンド大当たりに突入 『CRA大海物語スペシャル With アグネス・ラム SAP13』で15ラウンド大当たりに突入 『CR大海物語4 With アグネス・ラム 遊デジ119ver.』で16ラウンド大当たりに突入 『PAスーパー海物語 IN JAPAN2 with 太鼓の達人』で方言出玉を選択し10曲の中から選択する 『PA大海物語4スペシャル With アグネス・ラム』で10ラウンド大当たりに突入 『Pまわるん大海物語4スペシャル With アグネス・ラム 119ver.』で10ラウンド大当たりに突入 『PA大海物語5 With アグネス・ラム』で図柄揃いの5連荘以上達成 |
| Aqua Breeze                                     | マリン                            | 『パチスロ海物語ミラクルマリン』 『Pスーパー海物語 IN 沖縄5 夜桜超旋風』 『PAスーパー海物語 IN 沖縄5 夜桜超旋風 99ver.』 |
| 七色パラダイス                                  | マリン                            | 『パチスロ海物語ミラクルマリン』でBIG BONUSが100G以内に3連荘達成 |
| とことんサマー                                  | マリン                            | 『CRデラックス海物語』で図柄揃いの3連荘以上達成 |
| トコナツ☆バケーション                           | マリン                            | 『CRデラックス海物語』で図柄揃いの5連荘以上達成 『CRギンギラパラダイス 情熱カーニバル』で図柄揃いの8連荘以上達成 『CRAギンギラパラダイス 情熱カーニバル 強99バージョン』で図柄揃いの8連荘以上達成 『パチスロスーパー海物語 IN 沖縄2』 |
| めっちゃ!海うみ                                 | マリン                            | 『CRデラックス海物語』で図柄揃いの7連荘以上達成 |
| Everydayシーストーリー                          | マリン                            | 『CRデラックス海物語』で図柄揃いの10連荘以上達成 『パチスロ大海物語 with T-ARA』 『CRスーパー海物語 IN JAPAN』で美人出玉を選択し10曲の中から選択する 『CRAスーパー海物語IN JAPAN with 桃太郎電鉄』で美人出玉を選択し10曲の中から選択する 『パチスロスーパー海物語 IN 沖縄2』 『CRスーパー海物語 IN JAPAN 金富士バージョン』で美人出玉を選択し10曲の中から選択する 『パチスロ大海物語4』 『PAスーパー海物語 IN JAPAN2 with 太鼓の達人』で方言出玉を選択し10曲の中から選択する |
| オリオンスター                                  | マリン                            | 『CR雪物語2』 |
| デラックスバケーション                          | マリン                            | 『CRAデラックス海物語 with T-ARA』で16ラウンドに突入 |
| ちゅら海JUMP!!                                  | マリン                            | 『CRスーパー海物語 IN 沖縄3』で図柄揃いの5連荘以上達成 『CRAスーパー海物語 IN 沖縄3 遊パチ』で図柄揃いの4連荘以上達成 『CRスーパー海物語 IN 沖縄3 桜バージョン』で図柄揃いの5連荘以上達成 『パチスロスーパー海物語 IN 沖縄2』 『Pスーパー海物語 IN 沖縄2』で図柄揃いの6連荘以上達成 『Pスーパー海物語 IN JAPAN2』で方言出玉を選択し10曲の中から選択する 『Pスーパー海物語 IN JAPAN2 金富士バージョン』で方言出玉を選択し10曲の中から選択する 『PA海物語3R2スペシャル』で図柄揃いの2連荘以上達成 |
| ハイサイシーサー♪                               | マリン                            | 『CRスーパー海物語 IN 沖縄3』で図柄揃いの4連荘以上達成 |
| ちゅらシー                                      | マリン                            | 『CRスーパー海物語 IN 沖縄3』で図柄揃いの6連荘以上達成 |
| 島唄 〜マリン&サムVer〜                         | マリン&サム                       | 『CRスーパー海物語 IN 沖縄3』でスペシャル魚群タイムに突入する |
| 花                                              | マリン                            | 『CRAスーパー海物語 IN 沖縄3 遊パチ』で図柄揃いの2連荘以上達成 |
| アンマー                                        | マリン                            | 『CRAスーパー海物語 IN 沖縄3 遊パチ』で図柄揃いの6連荘以上達成 |
| マワルアイランド                                | マリン                            | 『CR海物語アクア』で図柄揃いの5連荘以上達成 『CRギンギラパラダイス 情熱カーニバル』で図柄揃いの10連荘以上達成 『CRAギンギラパラダイス 情熱カーニバル 強99バージョン』で図柄揃いの10連荘以上達成 『パチスロスーパー海物語 IN 沖縄2』 |
| Attention!!!                                    | マリン                            | 『CR海物語アクア』で図柄揃いの4連荘以上達成 |
| 完全Summer Girls!                               | マリン                            | 『CR海物語アクア』で図柄揃いの4連荘以上達成 |
| 真夏の女神                                      | マリン                            | 『CR海物語アクア』で図柄揃いの2連荘以上達成 『CRスーパー海物語 IN JAPAN』で美人出玉を選択し10曲の中から選択する 『CRAスーパー海物語IN JAPAN with 桃太郎電鉄』で美人出玉を選択し10曲の中から選択する 『CRスーパー海物語 IN JAPAN 金富士バージョン』で美人出玉を選択し10曲の中から選択する 『PAスーパー海物語 IN JAPAN2 with 太鼓の達人』で方言出玉を選択し10曲の中から選択する |
| ready to go                                     | マリン                            | 『CR海物語アクア』で図柄揃いの4連荘以上達成 |
| サクラ 始まる                                   | マリン                            | 『CRスーパー海物語 IN 沖縄3 桜バージョン』で図柄揃いの3連荘以上達成 『パチスロスーパー海物語 IN 沖縄2』 『PA海物語3R2』で図柄揃いの4連荘以上達成 『Pスーパー海物語 IN 沖縄5 夜桜超旋風』 『PAスーパー海物語 IN 沖縄5 夜桜超旋風 99ver.』 |
| Go!Go!パラダイス 〜ラテンVer〜                  | マリン&ワリン&ウリン              | 『CRギンギラパラダイス 情熱カーニバル』で図柄揃い達成 『CRAギンギラパラダイス 情熱カーニバル 強99バージョン』で図柄揃い達成 |
| 踊れ!セニョール!!セニョリータ!!!                | マリン&サム                       | 『CRギンギラパラダイス 情熱カーニバル』で図柄揃いの3連荘以上達成 『CRAギンギラパラダイス 情熱カーニバル 強99バージョン』で図柄揃いの3連荘以上達成 |
| VIVA!情熱カーニバル                             | マリン&ワリン                     | 『CRギンギラパラダイス 情熱カーニバル』で図柄揃いの5連荘以上達成 『CRAギンギラパラダイス 情熱カーニバル 強99バージョン』で図柄揃いの5連荘以上達成 『Pギンギラパラダイス 夢幻カーニバル』で図柄揃いの4連荘以上達成 『PAギンギラパラダイス 夢幻カーニバル 強99ver.』で図柄揃いの4連荘以上達成 |
| 期待100%フラッシュ                              | マリン                            | 『CRまわるんパチンコ大海物語3』でアトランティスエリアのアニメラウンドのマスに止まる（図柄揃いの4連荘以上達成） 『CR大海物語3スペシャル』でアトランティスエリアのアニメラウンドのマスに止まる（図柄揃いの4連荘以上達成） 『CRA大海物語3 With アグネス・ラム』で図柄揃いの2連荘以上達成 『CR大海物語BLACK』で図柄揃いの4連荘以上達成 『CRスーパー海物語 IN JAPAN』で美人出玉を選択し10曲の中から選択する 『CRAスーパー海物語IN JAPAN with 桃太郎電鉄』で美人出玉を選択し10曲の中から選択する 『パチスロスーパー海物語 IN 沖縄2』 『CRスーパー海物語 IN JAPAN 金富士バージョン』で美人出玉を選択し10曲の中から選択する 『CR大海物語4』で図柄揃いの3連荘以上達成 『PAスーパー海物語 IN JAPAN2 with 太鼓の達人』で方言出玉を選択し10曲の中から選択する 『P大海物語4スペシャル』で図柄揃いの3連荘以上達成 『P大海物語4スペシャル BLACK』で図柄揃いの9連荘以上達成 『P大海物語5』で図柄揃いの4連荘以上達成 |
| “Sea” you again                                 | マリン                            | 『CRまわるんパチンコ大海物語3』で未来都市エリアのアニメラウンドのマスに止まる（図柄揃いの10連荘以上達成） 『CR大海物語3スペシャル』で未来都市エリアのアニメラウンドのマスに止まる（図柄揃いの10連荘以上達成） 『CRA大海物語3 With アグネス・ラム』で図柄揃いの6連荘以上達成 『CR大海物語BLACK』で8連荘以上達成 『CR大海物語4』で図柄揃いの3連荘以上達成 『P大海物語4スペシャル』で図柄揃いの3連荘以上達成 |
| トキメク キラメク ユメイロセカイ                | マリン                            | 『CRまわるんパチンコ大海物語3』でモンスターエリアのねんどろいどラウンドのマスに止まる（図柄揃いの5連荘以上達成） 『CR大海物語3スペシャル』でモンスターエリアのねんどろいどラウンドのマスに止まる（図柄揃いの5連荘以上達成） 『CRA大海物語3 With アグネス・ラム』で図柄揃いの3連荘以上達成 『CR大海物語BLACK』で図柄揃いの2連荘以上達成 |
| Great Sea Parade                                | 海物語オールスターズ              | 『CRまわるんパチンコ大海物語3』でクジランドのゴールに到達する（図柄揃いの12連荘以上達成） 『CR大海物語3スペシャル』でクジランドのゴールに到達する（図柄揃いの12連荘以上達成） 『CRA大海物語3 With アグネス・ラム』で図柄揃いの6連荘以上達成 『CR大海物語BLACK』で図柄揃いの9連荘以上達成 『CR大海物語4』で図柄揃いの3連荘以上達成 『P大海物語4スペシャル』で図柄揃いの3連荘以上達成 |
| トロピカル★夏のKO・MA・CHI                      | マリン&ワリン&ウリン              | 『CR GO!GO!マリン ミラクル★バケーション』 |
| 夏色 〜Touch My Heart〜                         | マリン                            | 『CRA大海物語3 With アグネス・ラム』で図柄揃いの3連荘以上達成 『CRA大海物語スペシャル With アグネス・ラム SAP13』で図柄揃いの3連荘以上達成 『CR大海物語4 With アグネス・ラム 遊デジ119ver.』で図柄揃いの4連荘以上達成 『PA大海物語4スペシャル With アグネス・ラム』で図柄揃いの4連荘以上達成 『Pまわるん大海物語4スペシャル With アグネス・ラム 119ver.』で図柄揃いの4連荘以上達成 『Pスーパー海物語 IN 沖縄5 夜桜超旋風』 『PAスーパー海物語 IN 沖縄5 夜桜超旋風 99ver.』 『PA大海物語5 With アグネス・ラム』で図柄揃いの4連荘以上達成 |
| シューティング☆ジェットコースター               | マリン                            | 『CR大海物語BLACK』で図柄揃いの3連荘以上達成 『CR大海物語4』で図柄揃いの3連荘以上達成 『パチスロ大海物語4』 『CR大海物語4 BLACK』で図柄揃いの7連荘以上達成 『パチスロ大海物語4 with すーぱーそに子』 『P大海物語4スペシャル』で図柄揃いの3連荘以上達成 『P大海物語4スペシャル BLACK』で図柄揃いの7連荘以上達成 『Pスーパー海物語 IN 沖縄5 夜桜超旋風』 『PAスーパー海物語 IN 沖縄5 夜桜超旋風 99ver.』 |
| ギンギラ★ガールズ参上!!                         | マリン&ワリン&ウリン+サム         | 『CRギンギラパラダイス クジラッキーと砂漠の国』で図柄揃い達成 『CRAギンギラパラダイス クジラッキーと砂漠の国 SUNSET99ver.』で図柄揃い達成 |
| ギンギラパラダイス 〜メラメラ!エレクトロver.〜  | マリン&ワリン&ウリン+サム         | 『CRギンギラパラダイス クジラッキーと砂漠の国』で図柄揃いの2連荘以上達成 『CRAギンギラパラダイス クジラッキーと砂漠の国 SUNSET99ver.』で図柄揃いの2連荘以上達成 |
| ラッキー!ハッピー!パラダーイス                  | マリン&ワリン&ウリン+サム         | 『CRギンギラパラダイス クジラッキーと砂漠の国』で図柄揃いの3連荘以上達成 『CRAギンギラパラダイス クジラッキーと砂漠の国 SUNSET99ver.』で図柄揃いの3連荘以上達成 |
| 〜夏〜 ドキドキ☆サマードライブ ≪Remix≫          | マリン                            | 『CRギンギラパラダイス クジラッキーと砂漠の国』で図柄揃いの5連荘以上達成 『CRAギンギラパラダイス クジラッキーと砂漠の国 SUNSET99ver.』 |
| トコナツ☆バケーション ≪Remix≫                   | マリン                            | 『CRギンギラパラダイス クジラッキーと砂漠の国』で図柄揃いの6連荘以上達成 『CRAギンギラパラダイス クジラッキーと砂漠の国 SUNSET99ver.』 |
| VIVA!情熱カーニバル ≪Remix≫                     | マリン&ワリン                     | 『CRギンギラパラダイス クジラッキーと砂漠の国』で図柄揃いの8連荘以上達成 『CRAギンギラパラダイス クジラッキーと砂漠の国 SUNSET99ver.』 |
| ラブ☆ダッシュ ≪Remix≫                           | マリン（葉月ゆら）                | 『CRギンギラパラダイス クジラッキーと砂漠の国』で図柄揃いの9連荘以上達成 『CRAギンギラパラダイス クジラッキーと砂漠の国 SUNSET99ver.』 |
| 月と太陽の出会い                                | マリン                            | 『CRギンギラパラダイス クジラッキーと砂漠の国』で図柄揃いの20連荘以上達成 『CRAギンギラパラダイス クジラッキーと砂漠の国 SUNSET99ver.』 |
| 海物語 〜Go!Go!SEA STORY〜 ご当地版             | 海物語オールスターズ              | 『CRスーパー海物語 IN JAPAN』で図柄揃いの2連荘以上達成 『CRAスーパー海物語 IN JAPAN with 桃太郎電鉄』で図柄揃いの2連荘以上達成 『CRスーパー海物語 IN JAPAN 金富士バージョン』で図柄揃いの2連荘以上達成 |
| あっぱれジャパン                                | マリン                            | 『CRスーパー海物語 IN JAPAN』で図柄揃いの5連荘以上達成 『CRAスーパー海物語 IN JAPAN with 桃太郎電鉄』で図柄揃いの4連荘以上達成 『パチスロスーパー海物語 IN 沖縄2』 『CRスーパー海物語 IN JAPAN 金富士バージョン』で図柄揃いの4連荘以上達成 『Pスーパー海物語 IN JAPAN2』で図柄揃いの4連荘以上達成 『PAスーパー海物語 IN JAPAN2 with 太鼓の達人』で図柄揃いの6連荘以上達成 『PA海物語3R2』で図柄揃いの5連荘以上達成 『Pスーパー海物語 IN JAPAN2 金富士バージョン』で図柄揃いの7連荘以上達成 『Pスーパー海物語 IN 沖縄5 夜桜超旋風』 『PAスーパー海物語 IN 沖縄5 夜桜超旋風 99ver.』 |
| アカキイロスミレイロ                            | マリン&ワリン&ウリン              | 『CRスーパー海物語 IN JAPAN』で図柄揃いの6連荘以上達成 『CRAスーパー海物語 IN JAPAN with 桃太郎電鉄』で図柄揃いの5連荘以上達成 『パチスロスーパー海物語 IN 沖縄2』 『CRスーパー海物語 IN JAPAN 金富士バージョン』で図柄揃いの5連荘以上達成 『パチスロ大海物語4』 『Pスーパー海物語 IN JAPAN2』で図柄揃いの5連荘以上達成 『PAドラム海物語 IN JAPAN』で図柄揃いの4連荘以上達成 『PA海物語3R2スペシャル』で図柄揃いの3連荘以上達成 |
| ミスマ de ワッショイ                            | マリン With 7代目ミスマリンちゃん | 『CRスーパー海物語 IN JAPAN』で図柄揃いの5連荘以上達成 『CRスーパー海物語 IN JAPAN 金富士バージョン』で図柄揃いの3連荘以上達成 『Pスーパー海物語 IN JAPAN2』で方言出玉を選択し10曲の中から選択する 『Pスーパー海物語 IN JAPAN2 金富士バージョン』で方言出玉を選択し10曲の中から選択する |
| Summertime Magic                                | マリン With 7代目ミスマリンちゃん | 『CRスーパー海物語 IN JAPAN』で図柄揃いの3連荘以上達成 『CRAスーパー海物語 IN JAPAN with 桃太郎電鉄』で図柄揃いの3連荘以上達成 |
| 完熟!スイート☆トロピカーナ                      | マリン                            | 『CRAギンギラパラダイス クジラッキーと砂漠の国 SUNSET99ver.』 |
| めんそ〜れ おきうみ!                            | マリン                            | 『CRスーパー海物語 IN 沖縄4』で図柄揃いの4連荘以上達成 『CRAスーパー海物語 IN 沖縄4 with アイマリン』で図柄揃いの4連荘以上達成 『CRスーパー海物語 IN 沖縄4 桜バージョン』で図柄揃いの4連荘以上達成 『Pスーパー海物語 IN 沖縄2』で図柄揃いの9連荘以上達成 『Pスーパー海物語 IN JAPAN2』で方言出玉を選択し10曲の中から選択する 『Pスーパー海物語 IN JAPAN2 金富士バージョン』で方言出玉を選択し10曲の中から選択する 『Pギンギラパラダイス 夢幻カーニバル』で図柄揃いの10連荘以上達成 『PAギンギラパラダイス 夢幻カーニバル 強99ver.』で図柄揃いの10連荘以上達成 『PA海物語3R2スペシャル』で図柄揃いの4連荘以上達成 |
| 沖夏アイランド                                  | マリン                            | 『CRスーパー海物語 IN 沖縄4』で図柄揃いの3連荘以上達成 『CRAスーパー海物語 IN 沖縄4 with アイマリン』で図柄揃いの3連荘以上達成 『CRスーパー海物語 IN 沖縄4 桜バージョン』で図柄揃いの3連荘以上達成 |
| 常夏!夏常!テンション↑↑ハイサイ!!                | マリン&ワリン&ウリン+サム         | 『CRスーパー海物語 IN 沖縄4』で図柄揃いの6連荘以上達成 『CRAスーパー海物語 IN 沖縄4 with アイマリン』で図柄揃いの6連荘以上達成 『CRスーパー海物語 IN 沖縄4 桜バージョン』で図柄揃いの6連荘以上達成 『パチスロ大海物語4』 『パチスロ大海物語4 with すーぱーそに子』 『Pスーパー海物語 IN 沖縄2』で図柄揃いの10連荘以上達成 『Pスーパー海物語 IN 沖縄5』で図柄揃いの6連荘以上達成 『Pスーパー海物語 IN 沖縄5 夜桜超旋風』 『PAスーパー海物語 IN 沖縄5 夜桜超旋風 99ver.』 |
| 海物語体操 〜沖縄編〜                           | マリン With 7代目ミスマリンちゃん | 『CRスーパー海物語 IN 沖縄4』で図柄揃いの7連荘以上達成 『CRAスーパー海物語 IN 沖縄4 with アイマリン』で図柄揃いの7連荘以上達成 『CRスーパー海物語 IN 沖縄4 桜バージョン』で図柄揃いの7連荘以上達成 |
| 桜盛り                                          | マリン With 7代目ミスマリンちゃん | 『CRスーパー海物語 IN 沖縄4 桜バージョン』で図柄揃いの3連荘以上達成 |
| 海物語 〜Go!Go! SEA STORY〜 エレクトロMix       | マリン                            | 『CRドラム海物語』で図柄揃いの2連荘以上達成 『CRドラム海物語 BLACK』で図柄揃い達成 『PAドラム海物語 IN 沖縄』で図柄揃いの5連荘以上達成 『Pドラム海物語 IN 沖縄 桜バージョン』で図柄揃いの6連荘以上達成 『PAドラム海物語 IN JAPAN』で図柄揃いの5連荘以上達成 |
| 海物語 〜Go!Go!SEA STORY〜 セカンドシーズン     | マリン&ワリン&ウリン              | 『CR大海物語4』で図柄揃いの2連荘以上達成 『CR大海物語4 With アグネス・ラム 遊デジ119ver.』で図柄揃いの2連荘以上達成 『CR大海物語4 BLACK』で図柄揃いの2連荘以上達成 『Pスーパー海物語 IN JAPAN2』で図柄揃い達成 『PAスーパー海物語 IN 地中海』で図柄揃いの6連荘以上達成 『P大海物語4スペシャル』で図柄揃いの2連荘以上達成 『PA大海物語4スペシャル With アグネス・ラム』で図柄揃いの2連荘以上達成 『P大海物語4スペシャル BLACK』で図柄揃いの2連荘以上達成 『Pまわるん大海物語4スペシャル With アグネス・ラム 119ver.』で図柄揃いの2連荘以上達成 |
| Musical in the Sea 〜大海物語の1日〜            | マリン                            | 『CR大海物語4』で図柄揃いの4連荘以上達成 『CR大海物語4 With アグネス・ラム 遊デジ119ver.』で図柄揃いの3連荘以上達成 『パチスロ大海物語4』 『CR大海物語4 BLACK』で図柄揃いの4連荘以上達成 『パチスロ大海物語4 with すーぱーそに子』 『P大海物語4スペシャル』で図柄揃いの4連荘以上達成 『PA大海物語4スペシャル With アグネス・ラム』で図柄揃いの3連荘以上達成 『P大海物語4スペシャル BLACK』で図柄揃いの4連荘以上達成 『Pまわるん大海物語4スペシャル With アグネス・ラム 119ver.』で図柄揃いの3連荘以上達成 『PA海物語3R2スペシャル』で図柄揃いの5連荘以上達成 『P元祖ギンギラパラダイス 強199ver.』で図柄揃いの5連荘以上達成 『PA元祖ギンギラパラダイス 強99ver.』で図柄揃いの5連荘以上達成 |
| 全力アソビヨリ!                                 | マリン With 8代目ミスマリンちゃん | 『CR大海物語4』で図柄揃いの3連荘以上達成 『CR大海物語4 BLACK』で図柄揃いの3連荘以上達成 『P大海物語4スペシャル』で図柄揃いの3連荘以上達成 『P大海物語4スペシャル BLACK』で図柄揃いの3連荘以上達成 |
| キボウヘ                                        | マリン With 8代目ミスマリンちゃん | 『CR大海物語4』で図柄揃いの5連荘以上達成 『CR大海物語4 BLACK』で図柄揃いの5連荘以上達成 『P大海物語4スペシャル』で図柄揃いの5連荘以上達成 『P大海物語4スペシャル BLACK』で図柄揃いの5連荘以上達成 |
| Day & Day                                       | マリン&ウリン                     | 『CR大海物語4』で図柄揃いの6連荘以上達成 『CR大海物語4 With アグネス・ラム 遊デジ119ver.』で図柄揃いの4連荘以上達成 『パチスロ大海物語4』 『CR大海物語4 BLACK』で図柄揃いの6連荘以上達成 『パチスロ大海物語4 with すーぱーそに子』 『Pスーパー海物語 IN JAPAN2』で方言出玉を選択し10曲の中から選択する 『PAスーパー海物語 IN JAPAN2 with 太鼓の達人』で方言出玉を選択し10曲の中から選択する 『Pスーパー海物語 IN JAPAN2 金富士バージョン』で方言出玉を選択し10曲の中から選択する 『PA海物語3R2』で図柄揃いの2連荘以上達成 『P大海物語4スペシャル』で図柄揃いの6連荘以上達成 『PA大海物語4スペシャル With アグネス・ラム』で図柄揃いの4連荘以上達成 『P大海物語4スペシャル BLACK』で図柄揃いの6連荘以上達成 『Pまわるん大海物語4スペシャル With アグネス・ラム 119ver.』で図柄揃いの4連荘以上達成 『P大海物語5』で図柄揃いの6連荘以上達成 |
| 『だいすき』って気持ち 〜君にはナイショVer.〜   | マリン                            | 『CR大海物語4 With アグネス・ラム 遊デジ119ver.』で図柄揃いの3連荘以上達成 『PA大海物語4スペシャル With アグネス・ラム』で図柄揃いの3連荘以上達成 『Pまわるん大海物語4スペシャル With アグネス・ラム 119ver.』で図柄揃いの3連荘以上達成 『PA大海物語5 With アグネス・ラム』で図柄揃いの3連荘以上達成 |
| 響け!ネオジャポニズム 〜日本全国Ver〜           | マリン                            | 『Pスーパー海物語 IN JAPAN2』で図柄揃いの2連荘以上達成（ご当地選択無し） 『PAスーパー海物語 IN JAPAN2 with 太鼓の達人』で図柄揃いの5連荘以上達成（ご当地選択無し） 『Pスーパー海物語 IN JAPAN2 金富士バージョン』で図柄揃いの5連荘以上達成（ご当地選択無し） 『PAドラム海物語 IN JAPAN』で図柄揃いの2連荘以上達成 『Pギンギラパラダイス 夢幻カーニバル』で図柄揃いの15連荘以上達成 『PAギンギラパラダイス 夢幻カーニバル 強99ver.』で図柄揃いの15連荘以上達成 『P元祖ギンギラパラダイス 強199ver.』で図柄揃いの7連荘以上達成 『Sスーパー海物語 IN JAPAN祭』 『Pスーパー海物語 IN 沖縄5 夜桜超旋風』 『PAスーパー海物語 IN 沖縄5 夜桜超旋風 99ver.』 『PA元祖ギンギラパラダイス 強99ver.』で図柄揃いの7連荘以上達成 |
| 響け!ネオジャポニズム 〜北海道地方Ver〜         | マリン                            | 『Pスーパー海物語 IN JAPAN2』で図柄揃いの2連荘以上達成（北海道地方選択時） 『PAスーパー海物語 IN JAPAN2 with 太鼓の達人』で図柄揃いの5連荘以上達成（北海道地方選択時） 『Pスーパー海物語 IN JAPAN2 金富士バージョン』で図柄揃いの5連荘以上達成（北海道地方選択時） |
| 響け!ネオジャポニズム 〜東北地方Ver〜           | マリン                            | 『Pスーパー海物語 IN JAPAN2』で図柄揃いの2連荘以上達成（東北地方選択時） 『PAスーパー海物語 IN JAPAN2 with 太鼓の達人』で図柄揃いの5連荘以上達成（東北地方選択時） 『Pスーパー海物語 IN JAPAN2 金富士バージョン』で図柄揃いの5連荘以上達成（東北地方選択時） |
| 響け!ネオジャポニズム 〜関東地方Ver〜           | マリン                            | 『Pスーパー海物語 IN JAPAN2』で図柄揃いの2連荘以上達成（関東地方選択時） 『PAスーパー海物語 IN JAPAN2 with 太鼓の達人』で図柄揃いの5連荘以上達成（関東地方選択時） 『Pスーパー海物語 IN JAPAN2 金富士バージョン』で図柄揃いの5連荘以上達成（関東地方選択時） |
| 響け!ネオジャポニズム 〜中部地方Ver〜           | マリン                            | 『Pスーパー海物語 IN JAPAN2』で図柄揃いの2連荘以上達成（中部地方選択時） 『PAスーパー海物語 IN JAPAN2 with 太鼓の達人』で図柄揃いの5連荘以上達成（中部地方選択時） 『Pスーパー海物語 IN JAPAN2 金富士バージョン』で図柄揃いの5連荘以上達成（中部地方選択時） |
| 響け!ネオジャポニズム 〜近畿地方Ver〜           | マリン                            | 『Pスーパー海物語 IN JAPAN2』で図柄揃いの2連荘以上達成（近畿地方選択時） 『PAスーパー海物語 IN JAPAN2 with 太鼓の達人』で図柄揃いの5連荘以上達成（近畿地方選択時） 『Pスーパー海物語 IN JAPAN2 金富士バージョン』で図柄揃いの5連荘以上達成（近畿地方選択時） |
| 響け!ネオジャポニズム 〜中国地方Ver〜           | マリン                            | 『Pスーパー海物語 IN JAPAN2』で図柄揃いの2連荘以上達成（中国地方選択時） 『PAスーパー海物語 IN JAPAN2 with 太鼓の達人』で図柄揃いの5連荘以上達成（中国地方選択時） 『Pスーパー海物語 IN JAPAN2 金富士バージョン』で図柄揃いの5連荘以上達成（中国地方選択時） |
| 響け!ネオジャポニズム 〜四国地方Ver〜           | マリン                            | 『Pスーパー海物語 IN JAPAN2』で図柄揃いの2連荘以上達成（四国地方選択時） 『PAスーパー海物語 IN JAPAN2 with 太鼓の達人』で図柄揃いの5連荘以上達成（四国地方選択時） 『Pスーパー海物語 IN JAPAN2 金富士バージョン』で図柄揃いの5連荘以上達成（四国地方選択時） |
| 響け!ネオジャポニズム 〜九州地方Ver〜           | マリン                            | 『Pスーパー海物語 IN JAPAN2』で図柄揃いの2連荘以上達成（九州地方選択時） 『PAスーパー海物語 IN JAPAN2 with 太鼓の達人』で図柄揃いの5連荘以上達成（九州地方選択時） 『Pスーパー海物語 IN JAPAN2 金富士バージョン』で図柄揃いの5連荘以上達成（九州地方選択時） |
| あゝ金富士                                      | マリン&ワリン&ウリン              | 『Pスーパー海物語 IN JAPAN2 金富士バージョン』で図柄揃いの2連荘以上達成 『PA海物語3R2スペシャル』で図柄揃いの6連荘以上達成 『Pスーパー海物語 IN 沖縄5 夜桜超旋風』 『PAスーパー海物語 IN 沖縄5 夜桜超旋風 99ver.』 |
| ふたりの海物語 〜スペシャルバージョン〜         | マリン&ワリン&ウリン              | 『Pスーパー海物語 IN JAPAN2 金富士バージョン』で図柄揃いの4連荘以上達成 |
| 海物語 〜Go!Go!SEA STORY〜 サードシーズン       | マリン                            | 『Pスーパー海物語 IN 沖縄5』で図柄揃いの2連荘以上達成 『PAスーパー海物語 IN 沖縄5 with アイマリン』で図柄揃いの3連荘以上達成 『Pスーパー海物語 IN 沖縄5 桜Ver』で図柄揃いの2連荘以上達成 『PA海物語3R2スペシャル』で図柄揃い達成 『P元祖ギンギラパラダイス 強199ver.』で図柄揃いの4連荘以上達成 『Sスーパー海物語 IN JAPAN祭』 『Pスーパー海物語 IN 沖縄5 夜桜超旋風』 『PA新海物語』で図柄揃いの3連荘以上達成 『PAスーパー海物語 IN 沖縄5 夜桜超旋風 99ver.』 『P大海物語5』で奇数図柄揃い達成 『PA元祖ギンギラパラダイス 強99ver.』で図柄揃いの4連荘以上達成 『PA大海物語5 With アグネス・ラム』で奇数図柄揃い達成 『e新海物語349』で奇数図柄揃い達成 『P大海物語5 ブラック』で図柄揃い達成 |
| ダイナミック琉球 〜エイサーver.〜               | マリン&ワリン&ウリン              | 『Pスーパー海物語 IN 沖縄5』でエイサー祭に突入 『PAスーパー海物語 IN 沖縄5 with アイマリン』で図柄揃いの5連荘以上達成 『Pスーパー海物語 IN 沖縄5 桜Ver』でダイナミックボーナスに突入 |
| みんなで一緒にちゅら海へ!                       | マリン                            | 『Pスーパー海物語 IN 沖縄5』で図柄揃いの4連荘以上達成 『PAスーパー海物語 IN 沖縄5 with アイマリン』で図柄揃いの6連荘以上達成 『Pスーパー海物語 IN 沖縄5 桜Ver』で図柄揃いの4連荘以上達成 『PA海物語3R2スペシャル』で図柄揃いの8連荘以上達成 『P元祖ギンギラパラダイス 強199ver.』で図柄揃いの6連荘以上達成 『Pスーパー海物語 IN 沖縄5 夜桜超旋風』 『PAスーパー海物語 IN 沖縄5 夜桜超旋風 99ver.』 『PA元祖ギンギラパラダイス 強99ver.』で図柄揃いの6連荘以上達成 |
| みんなもおいでよちゅら海へ!                     | マリン&ウリン                     | 『Pスーパー海物語 IN 沖縄5』で偶数図柄大当り後のオープニング中にパールボタンを10回押すと出現することがある。 |
| ひらひらり                                      | マリン                            | 『Pスーパー海物語 IN 沖縄5 桜Ver』で海桜ゾーンに突入 『Pスーパー海物語 IN 沖縄5 夜桜超旋風』 『PAスーパー海物語 IN 沖縄5 夜桜超旋風 99ver.』 |
| みんなが大好きちゅら海へ!                       | マリン&ウリン                     | - |

## その他
- モデルとなった人物はアグネス・ラム。「健康的な水着のイメージ」「過度に痩せておらず、自然な女性のフォルム」として彼女をモチーフにデザインされた[2]。
- 一見普通の人間だが、装備なしで水中で普通に呼吸できる常人離れした能力を持つ。しかし、パチンコ台がエラーを起こしたり、『ギンギラパラダイス』『海物語』でパンクが発生したりすると溺れてしまう。
- 三洋物産の看板キャラクターだけに、最近は海物語シリーズ以外にも『CR釣りバカ日誌』や『PSアドリブ王子』など、同社の他のパチンコ・パチスロ機に登場することも多く、海シリーズ以外ではプレミアムキャラとして登場することもある。中には『CR咲-Saki-』で、清澄高校の生徒として麻雀を打ったり、『CR魔法少女リリカルなのは』では、魔法少女になって戦うなどの活躍も見られる。
- 『わんわんパラダイス』シリーズに登場する「ラブちゃん」は、マリンちゃんのいとこ。『CRプリティーわんわん』の背景で、彼女達がいとこ同士で同居をしていることがわかる。
- 同じく海物語シリーズに登場する「ウリンちゃん」は、マリンちゃんの妹。『CR雪物語2』または、『CRスーパー海物語 IN 沖縄3』に初登場した。
- 2015年（平成27年）には派生企画として「アイマリンプロジェクト」企画を始動[3]、新キャラクターとして「アイマリン」ら3人を制作しニコニコ動画及びYouTubeに動画を公開。2017年（平成29年）には「CRAスーパー海物語 IN 沖縄4 with アイマリン」としてパチンコ機のキャラ初登場となった[4]。
- なお、ミスマリンとは別に、SANYOの機種情報発信だけで無く「沖縄のサンゴの保全活動」をミッションとして活動しているミスワリンも存在する[5]。